# Jesper Lindegaard
Jesper Lindegaard (født 19. januar 1986) er en tidligere dansk fodboldspiller, som spillede for Viborg FF i den danske 1. division.
Lindegaard spillede for den midtjyske klub fra han var 15 år, og fik sin første professionelle kontrakt med klubben i sommeren 2008 hvor han fik en 1-årig aftale.
I juli 2009 forlængede klubben og Lindegaard aftalen med et halvt år til udgangen af 2009, herefter fik han ikke forlænget sin kontrakt, og han valgte at stoppe som professionel fodboldspiller.